# Квашнин-Самарин, Степан Дмитриевич
Степа́н Дми́триевич Квашни́н-Сама́рин (13 октября 1838 — 11 мая 1908) — государственный и общественный деятель, член Государственного совета, действительный статский советник.

## Биография
Сын полковника Дмитрия Степановича Квашнина-Самарина от его брака с Ольгой Николаевной Хвостовой. Родился 13 (25) октября 1838 года в родительском имении Суховарово (Вешенки) на живописном берегу реки Осуга в Зубцовском уезде Тверской губернии. Был крещён 17 октября 1838 года в Владимирской церкви села Чашниково, крестник деда майора Николая Сергеевича Хвостова и вдовы майорши Анны Степановны Мусиной-Пушкиной. Его младший брат — Николай Дмитриевич, филолог-славист, краевед.
В 1856 году с золотой медалью окончил 4-ю Московскую гимназию, в 1860 году — физико-математический факультет Московского университета и занялся общественной деятельностью: три года прослужил мировым посредником. В 1866 году был назначен членом Зубцовской уездной земской управы. С 1866 по 1871 год Квашнин-Самарин был Зубцовским уездным предводителем дворянства и председателем съезда мировых судей. В 1876 году он был назначен членом Воронежского окружного суда, а в 1884 году был выбран председателем Тверской губернской земской управы. С 1891 по 1906 годы состоял Ржевским уездным предводителем дворянства. В 1898 году был произведён в чин действительного статского советника.
В 1906 году Тверским земством Степан Дмитриевич Квашнин-Самарин был выбран в члены Государственного совета, в этом же году ушёл в отставку.
Умер 11 (24) мая 1908 года в селе Чашниково Зубцовского уезда; был похоронен там же на приходском кладбище.